# Nigel Gibbs
Nigel James Gibbs (St Albans, 20 de novembro de 1965) é um ex-futebolista inglês que atuava como lateral-direito. Atualmente é auxiliar-técnico do Reading.

## Carreira
Sua carreira como jogador foi dedicada ao Watford, embora fosse revelado pelo St Albans City, clube de sua cidade natal. A estreia como profissional pelos Hornets foi em 1983, num jogo da Copa da UEFA (atual Liga Europa da UEFA) contra o Sparta Praga, aos 18 anos, e disputou as últimas 3 partidas do Campeonato Inglês de 1982-83.
Nomeado capitão no início da temporada 1992-93, Gibbs sofreu uma lesão no joelho na partida contra o Notts County que o deixou longe dos gramados por 6 semanas. Ele voltou a lesionar o joelho contra o Tranmere Rovers, ficando sem jogar a temporada seguinte. Recuperado, atuou 9 vezes em 1995-96, mas o presidente do Watford, Graham Taylor, dispensou o lateral ao término do contrato e Gibbs pensou em abandonar a carreira, porém continuou no clube.
Já veterano, ele ainda participou de 17 jogos na Premier League de 1999-2000, mas não evitou o rebaixamento à segunda divisão. Sua despedida como atleta foi em abril de 2002, contra o Gillingham.

## Carreira de técnico
Em 2005, com a demissão de Ray Lewington, Gibbs assumiu interinamente o comando técnico do Watford por apenas um jogo, deixando o clube após a contratação de Adrian Boothroyd. No ano seguinte, recebeu a Licença UEFA Pro.
Foi ainda auxiliar-técnico no Reading, Leeds United (onde também foi técnico interino), Millwall (também trabalhou como preparador), comandou o time Sub-19 do Tottenham, voltando a trabalhar como auxiliar no Swansea City antes de voltar ao Reading, onde está até hoje.